# Arcade Fire
Arcade Fire, anciennement The Arcade Fire, est un groupe de rock indépendant canadien, originaire de Montréal, au Québec,. Les membres du groupe sont les multi-instrumentistes Win Butler, Régine Chassagne, Richard Parry, Tim Kingsbury, William Butler, Sarah Neufeld et Jeremy Gara. Le groupe a pris forme au début des années 2000. Il s'est développé autour du couple formé par Win Butler et Régine Chassagne.
Funeral, leur premier album, est classé par l'agrégateur de critiques du monde entier Acclaimed Music meilleur album de la décennie 2000-2010 et leur troisième opus The Suburbs est récompensé du Grammy Award de l'album de l'année en 2011. Les deux albums suivants, Reflektor en 2013 et Everything Now en 2017, ont tous deux atteint la première place du Billboard 200. Leur sixième album, We, paraît en mai 2022, alors que Will Butler annonce qu'il a quitté le groupe une fois la réalisation de cet album achevée.

## Biographie

### Funeral(2003–2006)

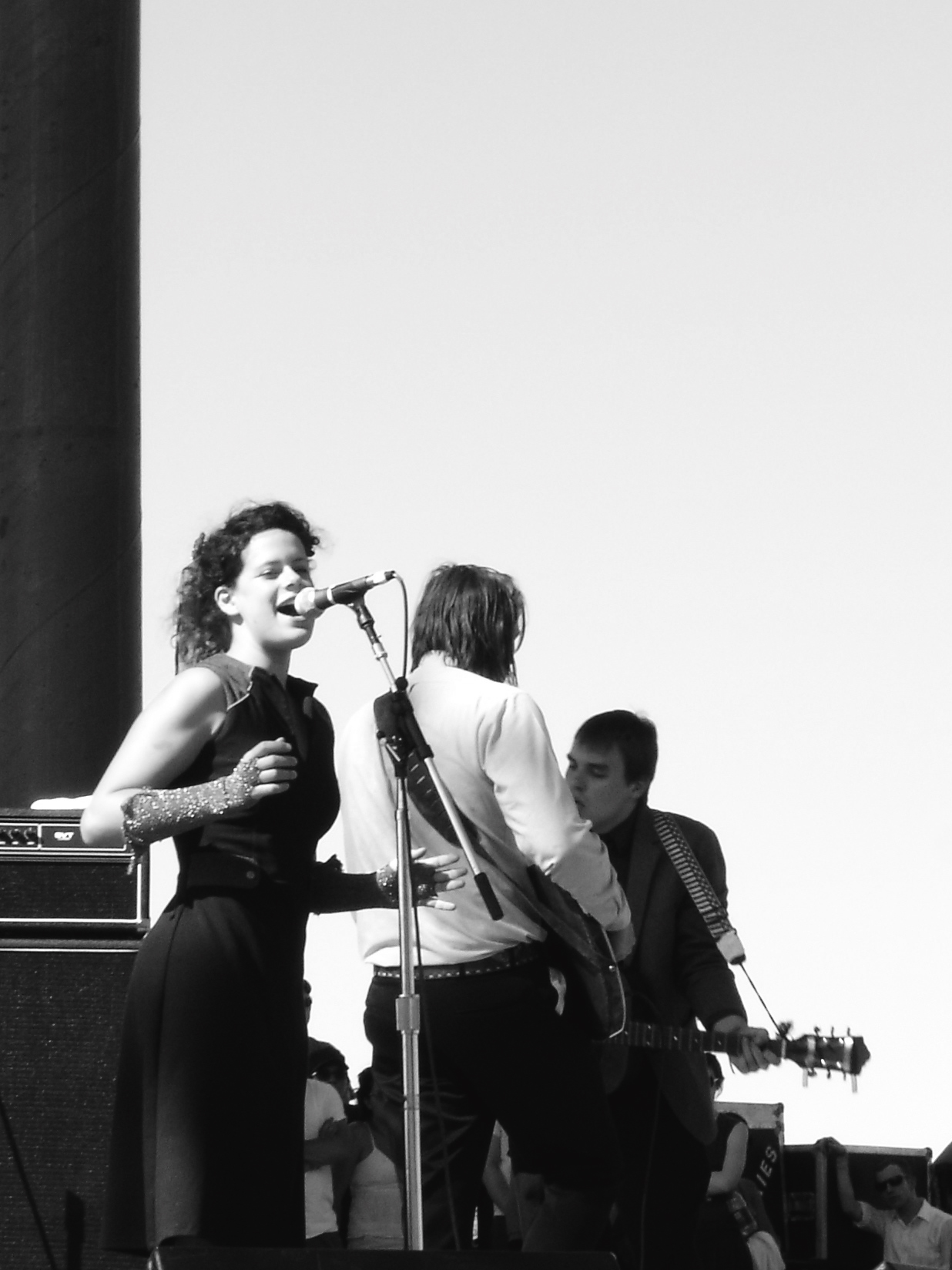
Arcade Fire au Sasquatch Music Festival, en 2005.

Formé à la mi-2003 autour du couple Butler/Chassagne, le groupe ne se stabilise qu'à l'hiver 2004, lors de l'enregistrement de Funeral. En 2003, ils sortent un premier EP, Arcade Fire. Mais c'est leur premier album Funeral, paru en septembre 2004 chez Merge Records, qui les fait connaître auprès du grand public. Il reçoit des critiques dithyrambiques des médias électroniques et du public. Pitchfork en particulier contribuera grandement à la lancée du groupe, accordant une note quasi parfaite de 9,7 sur 10 à l'album, et le sacrant finalement meilleur disque de 2004. Le soutien de blogs tels Stereogum et Brooklyn Vegan n'est pas non plus étranger au succès du collectif montréalais[réf. nécessaire]. Le groupe fait rapidement la une de l'édition canadienne de Time Magazine et, en France, de l'hebdomadaire Télérama. Il devient l'album le plus vendu par le label Merge Records[réf. nécessaire].
Selon la firme Nielsen Soundscan, il s'est vendu plus de 504 000 exemplaires de l'album Funeral aux États-Unis,. Le choix du titre de l'album s'est fait en raison de la mort de plusieurs proches du groupe pendant l'enregistrement. Ces circonstances ont également influencé plusieurs de leurs chansons, notamment Une année sans lumière et In the Backseat. Neighborhood #3 (Power Out) fait référence à la tempête de verglas ayant frappé le Québec en 1998. C'est sur scène que le groupe assoit sa popularité par des prestations très dynamiques. Leurs premiers concerts affichent rapidement complet.
Une anecdote met en avant le côté décalé d'Arcade Fire : vers la fin de l'année 2005, à New York, un samedi à 2 heures du matin, à la sortie de métro Union Square, une quinzaine de personnes ont assisté à un mini-concert improvisé par Will, Win et Régine, reprenant des standards de The Cure, Pixies, et New Order. Will et Win jouaient de la guitare, Régine faisait les percussions sur un des étuis de guitare.
À la suite du succès de Funeral, Arcade Fire, est réédité par Rough Trade en 2005. La chanson Wake Up ouvre les concerts du Vertigo Tour de U2, Arcade Fire est invité sur scène par U2 pour interpréter Love Will Tear Us Apart, de Joy Division (et joue même en première partie à Montréal), et le groupe est nommé aux Grammy Award 2006 dans la catégorie meilleur album rock et meilleure chanson de bande originale, pour Cold Wind, composée pour la série Six Feet Under.

### Neon Bible(2007–2009)

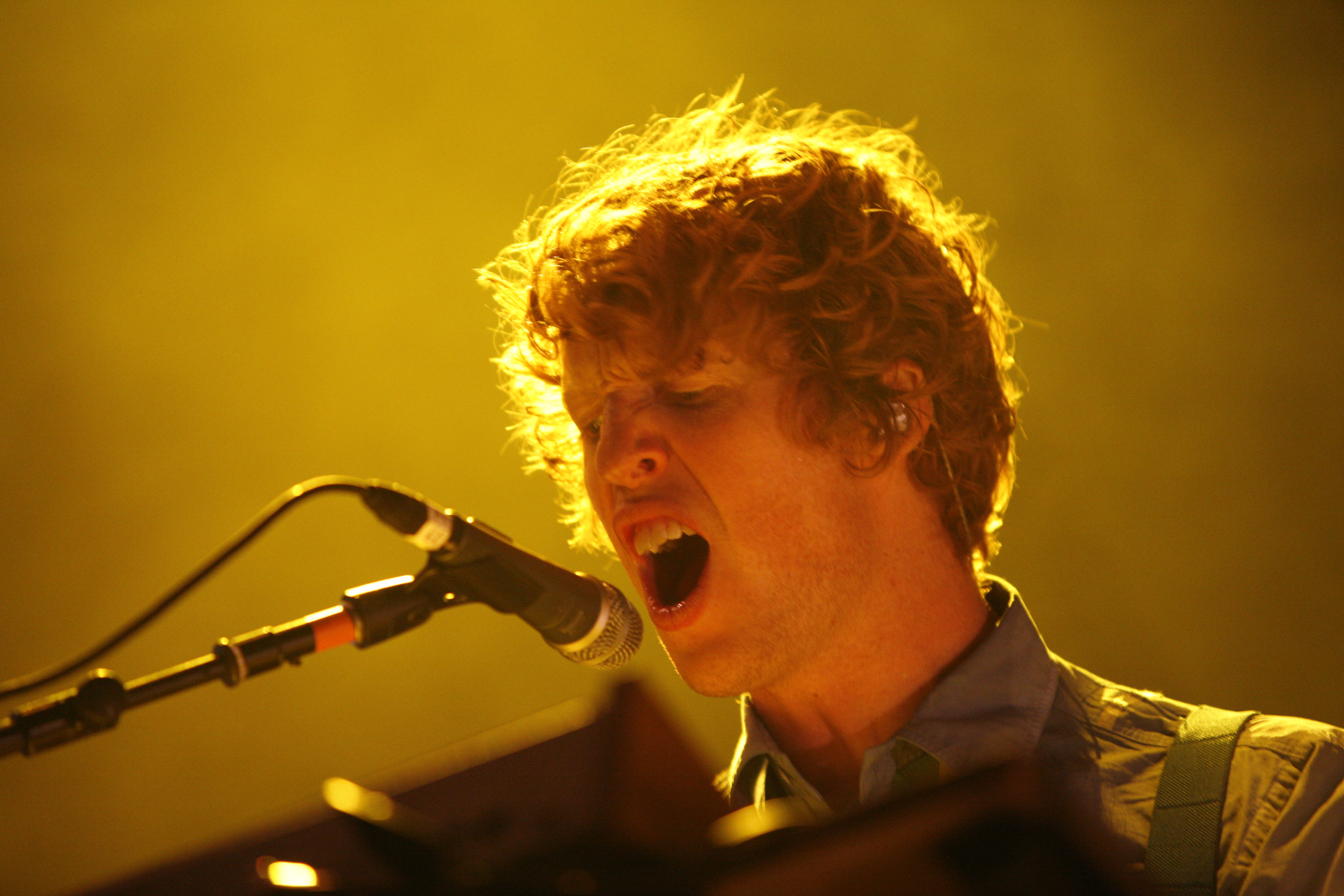
Richard Parry lors du concert du groupe aux Eurockéennes de 2007.

Un nouvel album, Neon Bible, est publié les 5 (Europe) et 6 mars (États-Unis et Canada) 2007. Le premier single Intervention, qui a circulé sur Internet depuis 2005, est réenregistré pour l'occasion (la première version d’Intervention est jouée dans l'émission Morning Becomes Eclectic de la radio californienne KCRW, dans une session acoustique). La chanson Wake Up a été utilisée dans les annonces de la Ligue nationale de football (NFL) lors du Super Bowl XLIV. Les fonds collectés sont remis à Partners in Health qui œuvre à Haïti. Ce deuxième album, dont le titre est inspiré du roman du même nom de John Kennedy Toole (comme signalé dans la couverture), est enregistré dans leur studio personnel, acheté grâce à l'argent du premier album. Ce studio de Farnham est en fait une ancienne église réaménagée, d'où son nom : The Church. Comme dans Funeral, un morceau est chanté par Régine Chassagne en français et en anglais (Black Wave/Bad Vibrations). Il contient un réarrangement de No Cars go, chanson déjà présente sur leur premier EP. L'album est nommé au Polaris Music Prize 2007, équivalent canadien du Mercury Music Prize. Selon la firme Nielsen Soundscan, il s'est vendu plus 439 000 exemplaires de l'album Neon Bible aux États-Unis. Toujours en mars 2007, le groupe au complet s'est prêté à l'exercice des « concerts à emporter ». On y découvre une version inédite de Neon Bible dans le monte-charge de l'Olympia.
Après quelques concerts dans des endroits confidentiels, le groupe refait une tournée européenne à guichets fermés, remplissant deux Olympia en une vingtaine de minutes. Cette tournée sera écourtée le 24 mars 2007, Win Butler devant être opéré des sinus. La tournée estivale est néanmoins confirmée, le groupe assurant plusieurs rendez-vous en France au mois de juillet 2007, notamment au festival de Nîmes (dans les arènes romaines), aux Eurockéennes et au Festival des Vieilles Charrues, livrant d'excellentes performances, ainsi qu'au festival Rock en Seine (92). La tournée s'est étoffée de nombreuses reprises, telles que Age of Consent de New Order, Still Ill de The Smiths, ou encore Kiss Off de Violent Femmes.

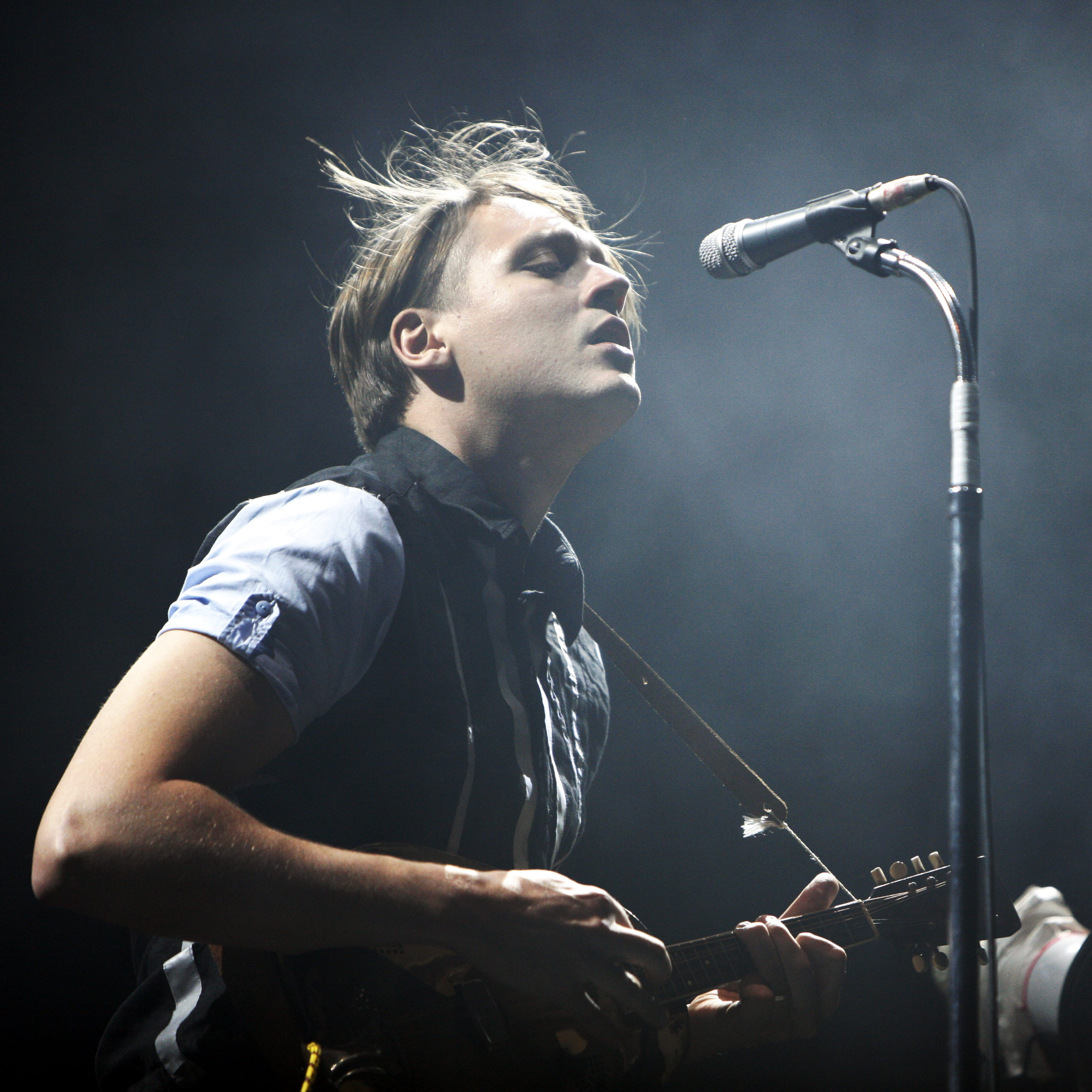
Win Butler aux Eurockéennes en 2007.

Lors de la tournée 2007, le groupe reprend aussi la chanson Poupée de cire, poupée de son de Serge Gainsbourg (créée pour France Gall en 1965), en France, mais aussi lors de concerts dans d'autres pays. Cette chanson figurera ensuite sur un EP sorti avec une reprise de Joy Division interprétée par LCD Soundsystem (les deux groupes ayant effectué une partie de tournée ensemble, il semble qu'ils se vouent une admiration réciproque). Ils reprennent également régulièrement la chanson The Guns of Brixton des Clash.
L'album Neon Bible s'illustre également dans son concept original et très interactif : Arcade Fire avait ouvert un numéro de téléphone 1-866-NEON-BIBLE, où il y avait un répondeur à disposition. Plusieurs personnes sont même surprises d'entendre décrocher Win Butler ou Tim Kingsbury de temps à autre. Les clips de Black Mirror et de Neon Bible ont été disponibles en avant-première sur Internet, et proposaient une interactivité avec l'internaute. Le DVD Miroir Noir, réalisé par leur ami Vincent Morisset et sorti en mars 2009, propose un film assez atypique sur l'enregistrement de l'album et la tournée qui s'est ensuivie.
En 2009, un morceau d'Arcade Fire, Lenin, est présent sur la compilation à but caritatif Dark Was the Night. Arcade Fire réenregistre Wake Up pour la sortie du film Where The Wild Things Are (Spike Jonze, sorti en décembre 2009). La chanson My Body is a Cage est utilisée dans la célèbre adaptation du Julius Caesar de Shakespeare montée par Arthur Nauzyciel à l'American Repertory Theater de Boston. Cette musique est jouée lors de la fin de la première partie de la représentation. La pièce est actuellement en représentation en France. De plus, Peter Gabriel a inclus ce morceau dans son album de reprises, Scratch My Back, sorti en février 2010. Jeanne Cherhal en a fait une adaptation en français sur son album Charade sorti en mars 2010.

### The Suburbs(2010–2012)

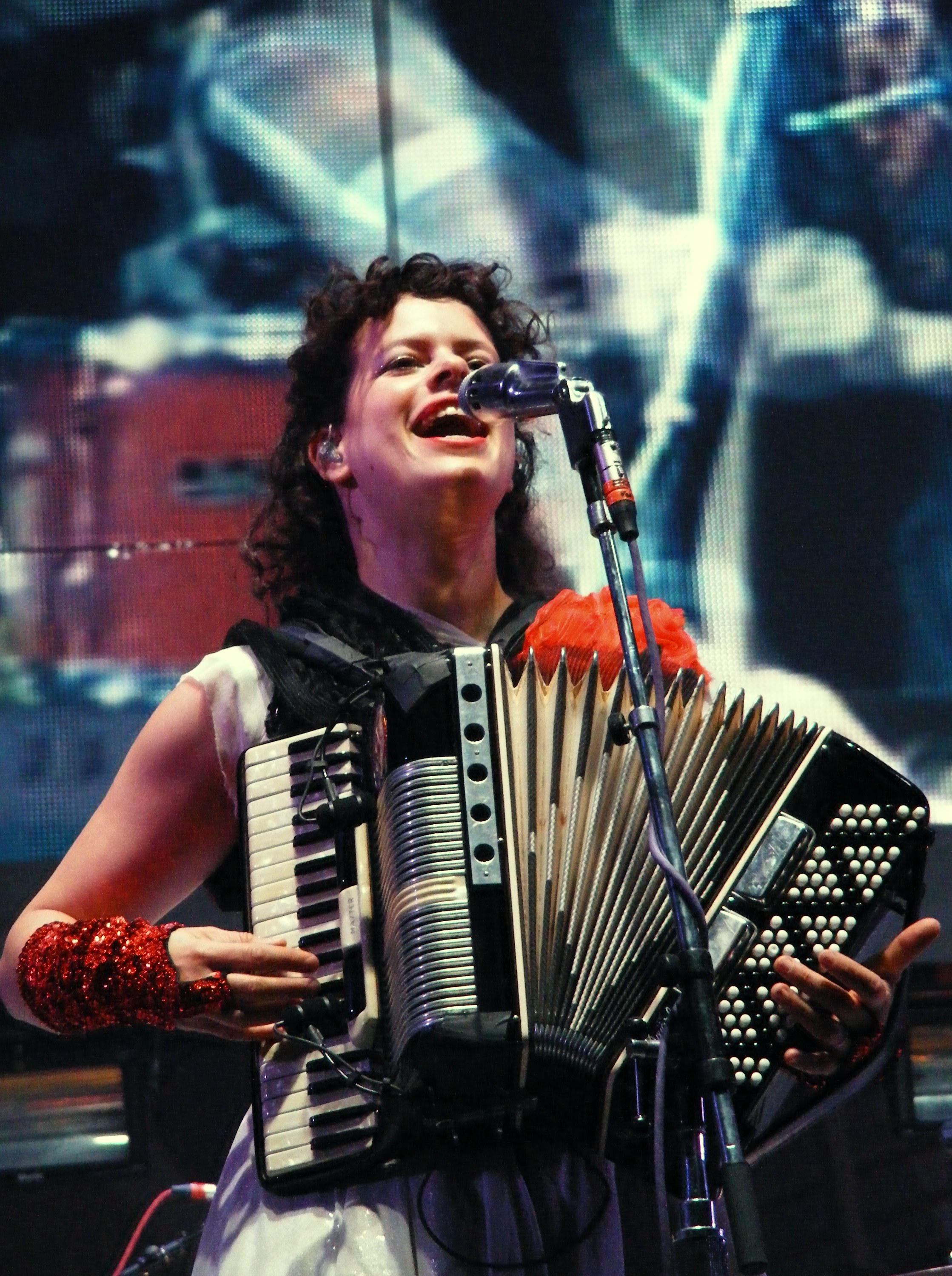
Régine Chassagne à Manchester en 2010.

Le troisième album, The Suburbs, paraît le 3 août 2010. Il est produit par Markus Dravs, qui a aussi travaillé sur son prédécesseur, Neon Bible en 2007, et est mixé par Marcus Paquin, qui a également déjà travaillé avec le groupe. Des copies de l'album se trouvent cependant accessibles sur Internet dès la fin juillet. Huit pochettes différentes, déclinaison d'une photo de voiture en banlieue, sont proposées. Arcade Fire donne quelques concerts au Canada dès juin 2010 dont un spectacle couru dans le cadre du festival montréalais Osheaga à la fin juillet 2010. La première date européenne a eu lieu à l'occasion du festival Rock Werchter le 4 juillet, suivi d'une date au Casino de Paris le 5 juillet. Certains titres du nouvel album y ont été joués. Après avoir parlé du deuil (Funeral) et du malheur (sur Neon Bible), les frères Butler, Régine Chassagne et leurs compères évoquent dans ce troisième album l'ennui ressenti dans les banlieues nord-américaines où ils ont grandi. Le disque comprend seize pistes.
Le mercredi 9 juin 2010, Arcade Fire donne un concert gratuit pour la promotion de son nouvel album, The Suburbs, devant plus de 10 000 fans dans le stationnement de la Place Longueuil, à Longueuil. La tenue du concert n'avait été connue du public que quelques heures auparavant. Lors de la remise des Grammy Awards 2011, après avoir perdu aux mains de The Black Keys le prix du meilleur album alternatif, le groupe remporte le titre Album of the year pour cet album, à la surprise générale, devant Katy Perry, Eminem, Lady Gaga et Lady Antebellum. Le 16 juin, l'album est nommé pour un Prix de musique Polaris. Le 5 août 2010, le groupe est en concert au Madison Square Garden de New York, performance filmée par le réalisateur Terry Gilliam et retransmise en direct sur la chaîne YouTube d'Arcade Fire.
Une édition Deluxe paraîtra le 27 juin contenant deux nouvelles chansons Speaking in Tongues (un cover d'une chanson de Talking Heads) et Culture War ainsi que le moyen métrage Scenes From the Suburbs accompagné d'un making-of. En 2012, le groupe participe à la bande originale du film Hunger Games en enregistrant la chanson Abraham's Daughter, qui figure au début du générique de fin, ainsi que l'instrumental Horn of Plenty, hymne national du Panem dans le film.

### ReflektoretHer(2013–2016)
Le groupe annonce le 18 janvier 2013 avoir vendu son studio, à la suite de l'effondrement du toit de l'église. Il confirme par ailleurs la réalisation de la bande originale du nouveau film Her de Spike Jonze. Ils ont aussi enregistré une version du succès de 1980 Games Without Frontiers pour un album hommage à Peter Gabriel, And I'll Scratch Yours, publié en septembre 2013.
Leur nouvel album, Reflektor, sort le 29 octobre 2013, sur lequel le groupe a notamment travaillé en studio avec James Murphy. Les enregistrements se sont ensuite poursuivis dans différents lieux en 2013, dont le DFA Records studio de Murphy à New York. David Byrne et David Bowie sont des fans du groupe et ont été vus à plusieurs de leurs concerts. David Bowie participe aux chœurs sur la chanson-titre de l'album Reflektor. Le double album est numéro 1 dans de nombreux pays, notamment aux États-Unis, au Royaume-Uni et au Canada. Il s'ensuit une longue tournée mondiale couronnée de succès qui s'achève à la fin d'août 2014.
Un documentaire appelé The Reflektor Tapes, relatif au making of de l'album, est montré au Festival international du film de Toronto 2015. Il est dirigé par Kahlil Joseph, qui a reçu le Grand Prix du Jury du festival Sundance 2013 pour courts métrages. En plus du film, Arcade Fire annonce une édition deluxe de Reflektor publiée le 25 septembre. Elle comprend l'album original, agrémenté des cinq morceaux inédits qui figuraient sur The Reflektor Tapes sur cassette uniquement.

### Reflektor TapesetEverything Now(2017-2019)
Un album live, enregistré à Londres, sort le 27 janvier 2017, sous le titre de Arcade Fire : The Reflektor Tapes / Live at Earls Court. L'album est accompagné de la captation du spectacle en Blu-ray de la tournée Reflektor. Durant l'été 2017, le groupe retourne sur scène pour présenter de nouvelles chansons, notamment au Théâtre de Fourvière, aux Vieilles Charrues et aux Eurockéennes. Dans la foulée, Arcade Fire dévoile en juin un nouveau titre, Everything Now, produit par Thomas Banglater des Daft Punk, aux sonorités plus pop qu'auparavant.
Le 28 juillet 2017, ils publient leur cinquième album, Everything Now. Pour la première fois dans leur carrière, l'album est accueilli très tièdement. Pour beaucoup, le groupe a délaissé sa verve musicale au profit d'un concept trop ambitieux : en effet, Everything Now se veut une satire de la société de consommation et, sur le visuel de l'album, chaque titre est accompagné d'un logo publicitaire imaginaire. Après une vingtaine de concerts estivaux en festivals, Arcade Fire lance sa nouvelle tournée, Infinite Content Tour, à Québec en septembre. Évoluant sur une scène centrale en forme de ring de boxe, le groupe peine à attirer les foules sur la quarantaine de dates américaines. La plupart des soirs, ils se produisent dans des salles à moitié pleines. Le prix des billets, la mauvaise réception de l'album et son manque de promotion sont mis en cause pour expliquer cet échec.
Le succès est toutefois plus au rendez-vous pour la tournée européenne au printemps 2018. Arcade Fire se produit pour la première fois à Bercy le 28 avril 2018. Le concert, filmé par la Blogothèque, est retransmis en streaming live sur Arte ainsi que sur France Inter dans l'émission Les concerts d'Inter. Michka Assayas, le présentateur de l'émission, confie qu'il n'a jamais vu un public autant en extase et énergique à Bercy que ce soir-là.

### We(2022)
En mars 2019 est dévoilée une reprise interprétée par le groupe, Baby Mine, un extrait de la bande originale de Dumbo réalisé par Tim Burton.
À partir de 2019, le groupe commence à travailler sur son sixième album.
Le groupe donne son premier concert en plus de deux ans le 14 février 2020 à La Nouvelle-Orléans, sans pour autant proposer de nouvelle composition.
En avril 2020, Win Butler poste des extraits d'une chanson sur laquelle il travaille  et indique que l'écriture du sixième album d'Arcade Fire « s'est intensifiée ». Les mesures de confinement ne permettent pas au groupe de commencer à enregistrer. Win Butler continue donc à composer et réalise des chansons pour « deux ou trois albums ». Le groupe prévoit d'enregistrer son nouvel album au Texas au moment de l'élection présidentielle américaine.
Le titre inédit Generation A est interprété lors d'une soirée électorale américaine le 4 novembre 2020.
En avril 2021, Arcade Fire partage un nouveau morceau de 45 minutes intitulé Memories of the Age of Anxiety, créé pour une application de méditation et d'aide au sommeil.
Fin 2021, après que l'enregistrement du sixième album est terminé, Will Butler quitte le groupe. Il annonce son départ sur les réseaux sociaux le 19 mars de l'année suivante.
Le 14 mars, le groupe annonce qu'une nouvelle chanson intitulée The Lightning I, II sera publiée le 17 mars. L´album We paraît le 6 mai 2022. Le groupe reprend As It Was de Harry Styles lors d’une session sur la BBC en mai.
En 2022, Win Butler fait face à plusieurs témoignages de fan l'accusant d'agressions sexuelles,, ce dernier y réplique en parlant de relations consenties.

### Pink Elephant(2025)
Début mars 2025, le groupe change son visuel sur Internet, laissant présager un nouvel album imminent, à l’instar de ce qui avait été fait pour des albums précédents tels Reflektor (2013) et WE (2022). Trois nouvelles chansons sont jouées le 13 mars, Pink Elephant, Year of the Snake et Ride or Die. Le 8 avril, le groupe annonce le titre et la date de sortie du nouvel album et publie le single Year of the Snake . L'album Pink Elephant, produit par Daniel Lanois, paraît le 9 mai,,,.

## Projets parallèles
En 2004, Richard Reed Parry et Sarah Neufeld sortent un album intitulé Recording a tape - The colour of the light (Rough Trade) avec un collectif instrumental du nom de Bell Orchestre. En 2005, Win et Regine participent à Do They Know It's Hallowe'en? (en), au bénéfice de l'Unicef.
Owen Pallett, violoniste et claviériste qui accompagne le groupe lors des concerts, se produit en solo sous le nom de Final Fantasy. Sur son premier album, Has a Good Home (en), il dédie d'ailleurs This is the Dream of Win and Regine aux deux principaux membres d'Arcade Fire. Pallet et le couple Butler-Chassagne ont composé la bande originale du film The Box de Richard Kelly (sorti en novembre 2009).

## Membres

### Membres actuels
- Win Butler – chant, chœurs, guitare, piano, claviers, basse, mandoline
- Régine Chassagne – chant, chœurs, accordéon, batterie, percussions, piano, claviers, synthétiseur
- Richard Reed Parry – guitare, basse, contrebasse, piano, claviers, synthétiseur, orgue, celesta, accordéon, batterie, percussions, chœurs
- Tim Kingsbury – basse, guitare, contrebasse, claviers, chœurs
- Jeremy Gara – batterie, percussions, guitare, claviers

### Anciens membres
- William Butler – synthétiseur, basse, guitare, percussions, sitar, trombone, contrebasse, concertina, gadulka, chœurs (2004-2021)[61]
- Howard Bilerman – batterie, percussions, guitare (sur Funeral)
- Josh Deu – guitare (2001–2003)
- Alan Lavian – basse
- Myles Broscoe – basse
- Brendan Reed – claquettes, batterie, percussions, chant (sur l'EP Arcade Fire)
- Dane Mills – basse, batterie, percussions, piétinements (sur l'EP Arcade Fire)
- Tim Kyle – guitare (sur l'EP Arcade Fire)

### Membres de tournées
- Sarah Neufeld – violon, piano, claviers, chœurs (2004-2005, depuis 2013 ; membre officiel, 2006–2013)
- Tiwill Duprate – percussions (depuis 2013)
- Stuart Bogie – saxophone, clarinette, flute, claviers (depuis 2014)
- Dan Boeckner – claviers, guitares, congas, djembé (depuis 2022)
- Paul Beaubrun – divers instruments (depuis 2022)

### Anciens membres de tournée
- Owen Pallett – violon, claviers, chœurs (2004–2005, 2011, 2013–2016)
- Diol Edmond – percussions (2013–2016)
- Matt Bauder – saxophone, clarinette (2014–2016)
- Marika Anthony-Shaw – violon, alto, chœurs (2007–2008, 2010–2011, 2013)
- Colin Stetson – cor (2007-2008)
- Kelly Pratt – cor (2007-2008)
- Pietro Amato – cor (pendant la tournée Funeral)
- Mike Olsen – violoncelle
- Alex McMaster – violoncelle

## Discographie

### Albums studio
Ventes
Sauf mention contraire, les informations de ce tableau proviennent des sites internet lescharts.com et acharts.us
| Titre       | Sortie            | Classement des ventes | Classement des ventes | Classement des ventes | Classement des ventes | Classement des ventes | Classement des ventes | Classement des ventes | Classement des ventes | Classement des ventes | Classement des ventes | Classement des ventes | Classement des ventes | Classement des ventes | Classement des ventes | Classement des ventes | Classement des ventes | Classement des ventes | Classement des ventes | Classement des ventes | Classement des ventes | Classement des ventes | Classement des ventes |
| Titre       | Sortie            | ALL                   | AUS                   | AUT                   | BEL FL                | BEL FR                | CAN                   | DAN                   | ESP                   | USA                   | FIN                   | FRA                   | GRE                   | IRL                   | ITA                   | MEX                   | NOR                   | NZL                   | P-B                   | POR                   | R-U                   | SUÈ                   | SUI                   |
| ----------- | ----------------- | --------------------- | --------------------- | --------------------- | --------------------- | --------------------- | --------------------- | --------------------- | --------------------- | --------------------- | --------------------- | --------------------- | --------------------- | --------------------- | --------------------- | --------------------- | --------------------- | --------------------- | --------------------- | --------------------- | --------------------- | --------------------- | --------------------- |
| Funeral     | 14 septembre 2004 | 96                    | 80                    | —                     | 59                    | 82                    | 23                    | —                     | —                     | 123                   | —                     | 61                    | —                     | 16                    | —                     | —                     | 27                    | —                     | 42                    | —                     | 33                    | —                     | —                     |
| Neon Bible  | 5 mars 2007       | 11                    | 7                     | 25                    | 5                     | 17                    | 1                     | 11                    | 14                    | 2                     | 5                     | 9                     | —                     | 1                     | 44                    | 75                    | 3                     | 20                    | 13                    | 2                     | 2                     | 16                    | 23                    |
| The Suburbs | 2 août 2010       | 4                     | 6                     | 10                    | 1                     | 4                     | 1                     | 2                     | 2                     | 1                     | 5                     | 3                     | 2                     | 1                     | 17                    | 23                    | 1                     | 3                     | 4                     | 1                     | 1                     | 8                     | 3                     |
| Reflektor   | 29 octobre 2013   | 6                     | 3                     | 4                     | 1                     | 2                     | 1                     | 4                     | 4                     | 1                     | 8                     | 3                     |                       | 1                     | 8                     |                       | 3                     | 5                     | 6                     | 1                     | 1                     | 9                     | 4                     |

### Singles
- 2004 : Neighborhood #1 (Tunnels)
- 2005 : Neighborhood #2 (Laika)
- 2005 : Neighborhood #3 (Power Out)
- 2005 : Cold Wind
- 2005 : Rebellion (Lies)
- 2005 : Wake Up
- 2007 : Keep the Car Running
- 2007 : Intervention
- 2007 : No Cars Go
- 2010 : The Suburbs / Month of May
- 2010 : We Used to Wait
- 2010 : Ready to Start
- 2011 : City with No Children
- 2011 : Speaking in Tongues
- 2013 : Reflektor
- 2013 : Afterlife
- 2017 : Everything Now
- 2017 : Creature Comfort
- 2017 : Signs of Life
- 2017 : Electric Blue
- 2025 : Pink Elephant

### Extraits radio popularisés au Canada
- 2005 : Rebellion (Lies)
- 2005 : Neighborhood #3 (Power Out)
- 2005 : Wake Up
- 2007 : Black Mirror
- 2007 : Keep the Car Running
- 2007 : Intervention
- 2007 : No Cars Go
- 2010 : The Suburbs
- 2013 : Reflektor
- 2013 : We exist

### Bandes originales de film
- 2009 : The Box (Win Butler, Régine Chassagne et Owen Pallett)
- 2012 : Hunger Games
- 2013 : Her
- 2019 : Dumbo

### Démos disponibles sur Internet

#### 2001
1. Winter for a Year
2. My Mind Is a Freeway
3. Accidents
4. Goodnight Boy (The Troops Rush In)
5. Asleep At The Wheel
6. In The Attic
7. Can't Let Go of You
8. You Tried To Turn Away My Fears
9. Instrumental
10. The Great Arcade Fire

#### A Very Arcade Xmas (2002)
1. The Christmas Song
2. O Holy Night
3. Jinglebell Rock (en)
4. A Very Arcade Xmas

## Vidéographie
- 2009 : Miroir Noir - Neon Bible Archives (Live)
- 2011 : Scenes from the Suburbs
- 2015 : The Reflektor Tapes

## Récompenses
- San Diego Film Critics Society Awards 2013 : meilleure musique de film pour Her
- Chicago Film Critics Association Awards 2013 : meilleure musique de film pour Her
- Austin Film Critics Association Awards 2013 : meilleure musique de film pour Her
- Central Ohio Film Critics Association Awards 2014 : meilleure musique de film pour Her
- Georgia Film Critics Association Awards 2014 : meilleure musique de film pour Her